# Jeux scouts
 (avril 2020).
Si vous disposez d'ouvrages ou d'articles de référence ou si vous connaissez des sites web de qualité traitant du thème abordé ici, merci de compléter l'article en donnant les références utiles à sa vérifiabilité et en les liant à la section « Notes et références ».
Le scoutisme possède un important patrimoine ludique. 
Les activités sont très diverses dans le domaine des jeux collectifs. Les jeux sont une partie importante de l'action pédagogique scoute. L'originalité des jeux réside dans leur économie de moyens. La liste est très diverse, chaque troupe possède son patrimoine qui s'enrichit au fur et à mesure de rencontres avec d'autres troupes lors, par exemple, de Jamborees.
Les jeux ont une place très importante dans la vie des scouts. C'est un moment où les amitiés se renforcent, et la complicité est plus forte. Les scouts jouent principalement l'après midi après avoir mangé, lors des week-ends où des camps mais aussi le soir lors des veillées. Chez les pionniers (15 à 18 ans) ce sont les jeunes qui s'occupent de préparer les jeux eux-mêmes, mais pour les catégories en dessous, c'est-à-dire les farfadets, les louveteaux et les scouts, ce sont à leurs chefs de trouver de nouvelles idées. Les jeux sont toujours en évolution et sont différents selon les lieux où ils sont pratiqués.

## Jeux rapides
- Le bâton pétrifiant : Les joueurs se mettent en cercle, et se passent un bâton. Un des joueurs, se tient au milieu du cercle avec les yeux bandés et un sifflet. Le but du jeu est de ne pas tenir le bâton dans ces mains, lorsque le joueur siffle. Si un joueur tient le bâton lors du coup de sifflet, il doit rester à sa place et ne peux plus passer le bâton.
- La poursuite en cercle : Les joueurs créent un cercle en s'espaçant les uns des autres. Un joueur est désigné pour courir autour du cercle. Il décide de toucher un joueur, ils doivent tous les deux courir autour du cercle, et celui qui a gagné est celui qui atteint la place libre en premier. Et ainsi de suite.
- La balle au chasseur : Les joueurs se dispersent sur le terrain sauf le joueur désigné comme chasseur. Le chasseur poursuit les joueurs et il doit les toucher en lançant une balle. Une fois les joueurs touchés, ils deviennent à leur tour des chasseurs. Lorsque le nombre de chasseur est d'au moins trois, ils ne peuvent pas faire plus de trois pas avec la balle. Le dernier joueur qui reste devient chasseur pour la partie suivante.
- Le carré mat : Les joueurs se mettent en cercle autour d'un tapis de sol debout et se tiennent par les poignets. Le but du jeu est de pousser les autres sur le tapis de sol ou de les forcer à se lâcher. Tous les moyens peuvent être utilisés. (Jeu pour scouts ou pionniers.)
- Le béret : Deux équipes s'affrontent dans le but d'attraper le béret et de le ramener dans son camp, sans se faire prendre. Chaque joueur d'une équipe possède son propre numéro, et il affronte celui de l'équipe adverse qui possède le même numéro. Le joueur perd s'il est touché avec le béret dans les mains. Les joueurs jouent avec une main dans le dos.
- Méli-Mélo : Les joueurs forment un rond, en se tenant par le main, pendant qu'un des scouts s ferme les yeux. Ils doivent s'entremêler le plus possible sans se lâcher les mains. Le scout qui fermait les yeux doit alors maintenant les démêler.
- La course dos à dos : Les joueurs, forment des équipes de deux, ils sont positionnés dos à dos et se tiennent accroché par les bras. Ils doivent avancer le plus vite possible jusqu'à la ligne d'arrivée sans se lâcher. L'équipe qui arrive en premier gagne, si les joueurs se lâchent, ils sont éliminés.

## Grand jeux
- La thèque : Les joueurs sont partagés en deux équipes, les gobeurs et les batteurs, les batteurs doivent lancer une balle grâce à une batte et courir le maximum de bases avant que les gobeurs ne s'emparent de la balle et ainsi de suite. Les lanceurs sont éliminés s'ils ne se trouvent pas sur une base lorsque la balle est gobée.
- La soule : Les joueurs sont séparées en deux équipes. L'équipe qui a le ballon le fait progresser à l'aide de passes, de shoots, de courses... afin de ramener le ballon dans son propre camp. L'équipe adverse essaie d'intercepter le ballon pour le ramener dans son camp. Tous les coups et feintes sont permis dans la mesure où l'on respecte son adversaire.
- Douaniers vs Contrebandiers : Le terrain est séparé en 3 parties, il y a deux camps de contrebandiers à l'extrémité du terrain, et la frontière de douanier au milieu (100 m). Le but du jeu, est que les contrebandiers passent les billets dans leur camp, mais s'ils se font toucher par les douaniers, ceux-ci ont 30 s pour les fouiller. Si les douaniers ne trouvent pas les billets, les contrebandiers peuvent traverser en toute liberté jusqu’à leur repaire.
- La gamelle : L'animateur, lance le ballon en l'air et tous les joueurs courent se cacher, sauf le loup. Il s'installe à côté du ballon et repère les autres joueurs en leur disant « Vu et le nom de la personne. ». Le joueur est alors prisonnier, pour le libérer les autres joueurs doivent shooter dans le ballon sans se faire voir. Tout est possible (déguisement, travestissement, etc.).
- Poules, Renards, vipères : Trois équipes s'opposent : les Renards qui peuvent capturer les Poules, les Poules qui ont prise sur les Vipères, et les Vipères qui peuvent faire prisonniers les Renards. Prises et délivrances se font par simple toucher. Chacune des trois équipes possèdent son camp, à chacune des pointes du triangle que forme le terrain de jeu.
- Le Rallye scout : un jeu itinérant à étapes, chaque énigme résolue donne l'orientation pour l'étape suivante.
- Le jeu de piste : avec ses signes codés.

## Jeux d'intérieur
- Le loup garou : C'est un jeu de carte, avec des loups garous, des villageois, ainsi qu'une sorcière, un cupidon, un chasseur, une voyante, et d'autres personnages selon les extensions. Chaque joueur reçoit une carte, qui définit son rôle. Les villageois doivent tuer les loups garous. À chaque tour, les villageois votent la mort d'une des personnes qu'il soupçonnent d'être le loup garou. Les autres personnages peuvent décider de quel côté ils veulent être. Les loups garous tuent une personne par nuit.
- Le jeu des chants : Chaque joueur écrit un mot sur un morceau de papier, ils sont ensuite regroupés et mélangés. Le chef tire un papier et il faut chanter une partie de chanson où se trouve le mot. Les scouts sont regroupés en équipe et la première équipe à trouver une chanson gagne le point. Le jeu se termine lorsque tous les papiers ont été tirés. L'équipe qui a le plus de points a gagné.
- Jeux veillées casino
- Blackjack : Les joueurs jouent contre la banque, le but est d'approcher ou de faire 21 sans les dépasser. Les habillés valent 10 points, l'as vaut 11 ou 1 au choix tandis que les autres cartes valent leurs valeur minimales. Chaque joueur mise au début de la partie. Le croupier distribue une carte visible par joueur. Le joueur situé à sa gauche peut demander autant de carte qu'il veut pour s'approcher de 21 ou il peut s'arrêter. Le croupier fait ce manège avec tous les joueurs autour de la table. Puis il tire une seconde carte jusqu'à atteindre un point compris entre 17 et 21. S'il fait plus de 21 il perd, sinon seul gagne les personnes ayant un nombre de points supérieur à la banque mais inférieur à 21. Les joueurs qui gagnent doublent la mise qu'ils avaient misées au départ.
- Le 4.2.1 : Le but du jeu est d’obtenir, à la suite de trois lancers de dés maximum, un « 421 », c'est-à-dire un «1 », un « 2 » et un « 4 ».  Si le joueur réalise un « 421 » du premier coup, il voit alors sa mise tripler.  S’il y parvient en deux ou trois lancés, sa mise est alors doublée. Sinon, c’est le croupier qui récupère la mise.
- Le quitte ou double :  Le joueur doit deviner la couleur de la carte, c'est-à-dire deviner si la carte sera rouge ou noir. Il a à chaque fois le droit de choisir s’il part avec la somme gagnée, ou s’il tente de doubler celle-ci. Au début le joueur mise une certaine somme, chaque bonne réponse lui permet de tenter une nouvelle fois de deviner la couleur de la carte suivante. S’il y parvient sa mise est doublée sinon le croupier récupère le tout.
- La dame de cœur : Quatre cartes sont disposées devant le joueur, après avoir misé, il doit choisir une carte, s'il trouve la dame de cœur, il double sa mise.
- Le brainstorming : Les joueurs sont divisés en plusieurs équipes de trois à quatre joueurs. Un chef ou un scout qui ne participe pas, donne un thème aux équipes. Celles ci ont 30 s pour trouver le plus de mots possibles, en rapport avec le thème. Si les autres équipes ont écrit le même mot, cela ne rapporte aucun point, si les joueurs citent un mot hors contexte, ils perdent un point. Et si ce sont les seuls à l'avoir trouvé, ils gagnent un point.

## Épreuves des Olympiades
- La flèche polynésienne : Chaque scout doit commencer par fabriquer sa propre flèche. Ensuite, le but du jeu est de la lancer le plus loin possible. La qualité de fabrication importe autant que l'agilité et la force du lanceur. L'équipe qui a réalisé le meilleur lancer gagne l'épreuve.
- Le tir à la corde : Les deux ou les quatre équipes qui s'affrontent lors des olympiades, doivent se mesurer. Le but du jeu est que chaque équipe tienne un bout de la corde. Les premiers qui lâchent la corde ont perdu.
- Le Catch sur bâche savonnée : Au milieu du camp, il faut installer une bâche préalablement recouverte d'eau savonneuse. Ensuite un membre de chaque équipe, vient se positionner sur la bâche, puis les deux joueurs se battent jusqu'à ce qu'un joueur se retrouve par terre pendant au moins 3 secondes.
- La pyramide : Les équipes se séparent en deux, pour être moins nombreuses. Elles doivent construire en un temps limité une pyramide et la tenir 10 s sans tomber. L'équipe qui réussit à faire ces deux pyramides gagne le défi.
- La course des aveugles : Les membres d'une équipe se séparent en deux, il y a les aveugles et leurs guides. Un parcours d'obstacles est créé avec des bâtons, des ronds, etc. Le but du jeu est de laisser les guides guider leurs aveugles simplement par le voix, les aveugles doivent faire le meilleur temps en faisant le moins de fautes. L'équipe qui possède le plus de points a gagné.